# فانوس‌ماهی

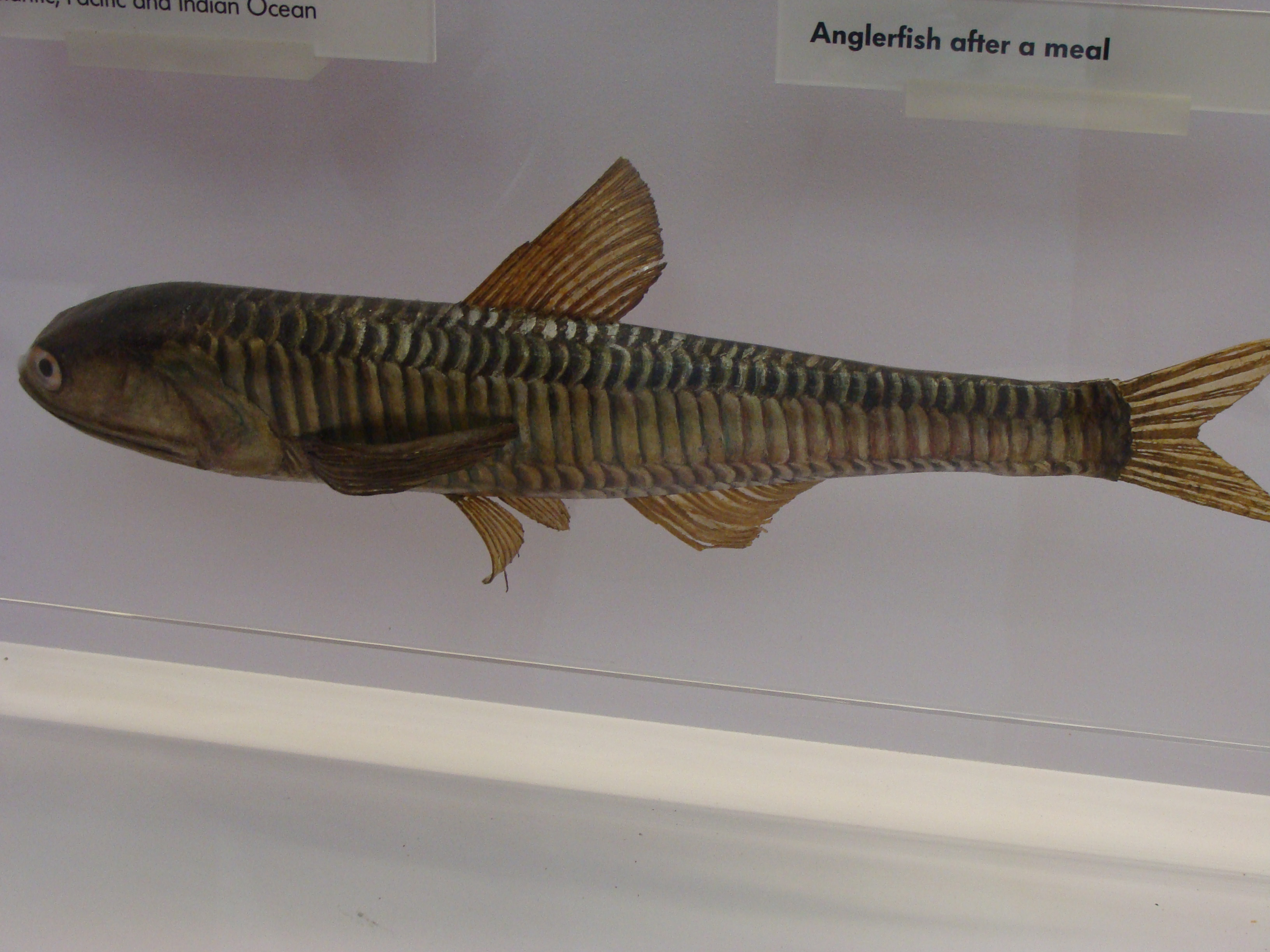

فانوس ماهیها ماهی‌های کوچکی هستند که در دریا‌های عمیق زندگی می‌کنند. نمونه‌برداری‌های عمیق نشان دادند که فانوس‌ماهی حدود ۶۵٪ از کل ماهیان زیست توده دریاهای عمیق را به خود اختصاص داده‌است. در حقیقت فانوس‌ماهیان در زمرهٔ ماهیانی هستند که بیشترین پراکنش، جمعیت و تنوع را در میان همه مهره‌داران دارند و نقش بوم‌شناسی مهمی را به عنوان شکار برای موجودات بزرگ‌تر ایفا می‌کنند. زیست‌توده آنها حدود ۵۵۰–۶۶۰ میلیون تن برآورد شد که چندین برابر کل صید جهانی شیلات است. فانوس‌ماهی همچنین مسئول لایه پراکنش عمقی اقیانوس‌های جهان است. در اقیانوس منجمد جنوبی، میکتوفیده‌ها یک منبع غذایی برای کریل برای شکارچیانی از قبیل اسکوئید و شاه پنگوئن فراهم آورده‌اند. اگرچه مقدار فانوس‌ماهیان در حال حاضر بسیار فراوان است اما تنها تعداد اندکی فانوس‌ماهی تجاری شیلاتی وجود دارد: اقدامات محدودی در آفریقای جنوبی، آنتارتیکای جنوبی، و در خلیج عمان وجود دارد.